# John Walton
John Walton (Dublín; 8 de abril de 1957-Londres; 9 de julio de 2004) fue un profesional irlandés de automovilismo. Trabajó en varios puestos de liderazgo en numerosos equipos de Fórmula 1 en las décadas de 1980, 1990 y principios de 2000.

## Carrera
Walton nació en Dublín, Irlanda. Comenzó a trabajar en el automovilismo cuando tenía 13 años y luego trabajó con su compatriota Eddie Jordan en la Fórmula Ford Irlandesa, Formula Atlantic y la Fórmula 3 Británica. Ambos consiguieron el título Formula Atlantic Irlandesa de 1978.
Junto a Jordan, fue uno de los miembros fundadores del equipo Eddie Jordan Racing, antes de pasar al equipo Toleman de Fórmula 1 a mediados de la década de 1980, donde trabajó junto a Ayrton Senna en 1984. Walton se convirtió en el mecánico jefe de Benetton después de que el equipo italiano se hiciera cargo de Toleman en 1985.
Tras la llegada de Flavio Briatore a Benetton en 1989 y la agitación política que se produjo posteriormente en el equipo debido a una reestructuración generalizada, Walton se unió al incipiente equipo Jordan Grand Prix en 1990 antes de su primera temporada en Fórmula 1 en 1991 y permaneció hasta mediados de 1996, cuando se incorporó al equipo Arrows.
Después de un año sabático, Walton se unió a Prost en enero de 2000 como director deportivo del equipo, y luego pasó a ocupar el mismo puesto en Minardi en 2002 hasta su muerte en 2004.

## Vida personal
A John Walton le sobrevivieron sus dos hijos, Tony y Kevin, y sus tres hijas, Susan, Kelly y Jodie. Era conocido como John Boy en el paddock deportivo.
Murió a la edad de 47 años el 9 de julio de 2004 en Hospital Saint Thomas de Londres a causa de un infarto.
Tras la muerte de Walton, el equipo Minardi decidió no salir a la pista en la primera sesión de entrenamientos del sábado para el Gran Premio de Gran Bretaña de 2004. Tras su muerte el viernes por la noche y con el acuerdo de sus socios técnicos y comerciales, durante el resto del fin de semana el equipo utilizó los coches con una decoración revisada, sin logotipos de patrocinio y con la leyenda «John Boy» en el alerón trasero y los pontones. En esa carrera, Gianmaria Bruni finalizó en la posición 16, mientras que su compañero Zsolt Baumgartner abandonó en la vuelta 29.